# Standaard Uitgeverij
Standaard Uitgeverij est un éditeur belge de livres et de bandes dessinées dont le siège est à Anvers.

## Histoire
La maison d'édition faisait à l'origine partie de De Standaard NV, qui a été scindée après sa faillite en 1976. La maison d'édition est tombée entre les mains de NV Scriptoria, dont les activités se sont poursuivies jusqu'en 1987. En 1984, les activités d'édition et les librairies de Standaard Boekhandel ont été définitivement séparées et Standaard Uitgeverij est officiellement née.
En 2010, De Standaard Uitgeverij est devenu une partie du groupe néerlandais WPG Uitgevers, mais le nom d'origine a été conservé comme empreinte. L'entreprise, qui comprend aussi la maison d'édition Manteau a été renommée WPG Publishers Belgium. En 2018, WPG Belgium est redevenue indépendante en tant que société Standaard Uitgeverij sur les traces de la maison d'édition Manteau, Davidsfonds et M-Books. Les fondateurs étaient alors Jeroen Overstijns, PDG de WPG Belgium, l'ancien chef de la WPG Koen Clement, l'entrepreneur Pieter Lambrecht et les cofondateurs de la société de production De Mensen Maurits Lemmens et Raf Uten. Le lien avec les Pays-Bas a été maintenu grâce à la représentation de De Bezige Bij et AW Bruna en Flandre.
En 2019, il a été annoncé que Standaard Uitgeverij allait fusionner avec l'éditeur de bandes dessinées Ballon Media le 1er janvier 2020. La société fusionnée s'appelle Standaard Uitgeverij,. Un exemple des conséquences de cette fusion ; les deux séries de bande dessinée Jommeke et Bob et Bobette sont tombées sous le même toit.

## Série de bandes dessinées
Standaard Uitgeverij est connu pour les séries de bande dessinée qu'il édite, comme Bob et Bobette, Le Chevalier Rouge, Bessy, Fanny et Cie, Urbanus, Neron, Champions FC et Vertongen & Co. La maison d'édition a célébré le 60e anniversaire de Bob et Bobette en 2005, le 30e anniversaire de De Kiekeboes en 2007, le 25e anniversaire d' Urbanus en 2008 et le 50e anniversaire de Le Chevalier rouge en 2009.
En plus de publier des séries de bandes dessinées populaires dans le paysage de la bande dessinée flamande, Standaard Uitgeverij lance souvent de nouvelles initiatives, telles que P'tits Bob et Bobette, W817, Orphanimo !!, Les blagues de Lambique, Pit et Puf, Plankgas et Plastronneke, Amphoria et J.ROM - Force of Gold.
Depuis le 13 février 2008, les albums Les Schtroumpfs sont également publiés par Standaard Uitgeverij. Le premier album qui a été publié par cet éditeur était l'album 26: Un enfant chez les Schtroumpfs.